# ミラクルダイエッターMIYUKI
『ミラクルダイエッターMIYUKI』（ミラクルダイエッターミユキ）は高口里純原作、高口組作画による日本の漫画作品である。
初めて世に出たのは、角川書店の雑誌『CIEL』1996年5月号、連載漫画「叫んでやるぜ!」内の劇中アニメとしてである。
- 2011年2月17日より、「ブクログのパブー」において『ミラクルダイエッターMIYUKI』の電子書籍としての販売が始められる。
- 2011年3月18日より、『ミラクルダイエッターMIYUKI vv(ブイブイ)』の「ブクログのパブー」での電子書籍販売が始められる。

## 概要
2003年11月から2004年10月まで『しんぶん赤旗日曜版』に連載された。
また、2006年には1月から12月までの1年間、続編である『ミラクルダイエッターMIYUKI vv(ブイブイ)』が同紙に連載（現在単行本未刊行）された。
ジャイブよりコミックスが刊行されている（全2巻）。
コミックス表紙とカバー折り返しイラストは高口里純の作画である。
『叫んでやるぜ!』内での劇中アニメ『ミラクルダイエッターMIYUKI』の作画家と、この項目の作画家は別人である。『叫んでやるぜ!』での高口里純作画による『ミラクルダイエッターMIYUKI』は、雑誌「CIEL」1996年5月号カラー原稿1ページと、ドラマCD『叫んでやるぜ!』（エピソード4）のブックレットに掲載の『ミラクルダイエッターMIYUKI』設定資料（1ページ）がある。

## 登場人物
鱈福（たらふく）ゆきみ
ちょっとぽっちゃり体形の女の子。食べ物を残さず食べる習慣がある反面食いしん坊。
ミラクルダイエッターMIYUKI
ゆきみがダンベルアクションで変身した姿。女の子の健康を阻害する食欲魔人に日々立ち向かう。普段のゆきみと違い痩身なのはこれが将来の姿であるからなのだとか。
元のゆきみが太身であるため、他のミラクルダイエッターと違い変身するには一定のカロリーを消費することが条件となっている。
満腹計（まんぷくけい）プクプク
変身が必要となった時、ゆきみの腕に現れる。外見はブレスレットに付いたマスコットのような顔（髪型や髪飾りなどがMIYUKIと同じ）がしゃべっているような代物。変身の際にゆきみのカロリー消費量などを計測したり、ゆきみや変身後のMIYUKIにアドバイスを行ったりする。
大川 イサム
学校中の女の子から人気がある優しい性格の男の子。サッカー部所属。
エアロビマスク
MIYUKIのピンチに颯爽と現れる謎の戦士。シェフ・ファイアットの繰り出す高カロリー料理攻撃をカロリーダウンしてから食べるという非常に珍妙な技を持つ。イサムが変身した姿。
アミノさん
シェイプアップキャットアミノ。性別は女（メス）。西洋猫の姿をしている。
クエンさん
カロリーチェックマウスクエン。性別は男（オス）。小さなねずみの姿をしており、アミノの頭の上に乗っていることが多い。
ギムネマ王子
ガルニシア星の王子。地球の女の子を食欲魔人から守るため、ゆきみをミラクルダイエッターとして選んだその人。
その子
ゆきみのクラスメート。美人でスタイル抜群。性格に多少のクセがある。
リバウンダー大王
地球の女の子を肥満化させようとする謎の悪者。その正体は謎。
食欲魔人シェフ・ファイアット
リバウンダー大王の手先、悪の三ツ星シェフ。あの手この手で女の子を肥満化させようとする。
悪食（あくじき）アヒル
シェフ・ファイアットの手下。目つきの悪さとシェフの帽子、おなかに書かれた"悪食"の文字が特徴。
緒川里（おかわり）ゆみえ
謎の転校生。丁寧な言葉遣いが特徴。好き嫌いが激しいタイプで甘味や揚げ物などを苦手とするが、克服しようとする意思だけはある。
ミラクルダイエッターEMIRI
ゆみえが変身した姿。変身前とはしゃべり方が全く違う。
最初、ミラクルダイエッターは1人だけでいいと考えていたが、後に考えを改めMIYUKIと共闘する。
マジ軽（まじかる）パコパコ
ゆきみにとってのプクプクと同じような存在。変身が必要になったとき現れる。外見は四角い箱のようなブレスレットにギャル風の顔が張り付いたような状態。一昔前のギャル口調でしゃべる。
カプサイシン男爵
ゆみえをミラクルダイエッターに選んだ人。外見的特長はタキシード、シルクハット、蝶ネクタイ、ステッキ、片眼鏡。ゆみえらの前に現れるときはコウモリに変身している。

## ドラマCD
『叫んでやるぜ!』四度目のドラマCD化の際、劇中アニメである『ミラクルダイエッターMIYUKI』の主題歌、最終回前話・第25話「恐怖の晩餐・オーダーカモン」、及び最終回予告が作られ、アルバム内に収録された。

### スタッフ
- プロデューサー：高口里純
- 演出：鳥島和也
- 脚本：沙藤いつき
- 音楽：景家淳
- 製作、発売元：有限会社高口組

### キャスト
- 鱈福ゆきみ／MIYUKI：三石琴乃
- 大川イサム／エアロビマスク：金丸淳一
- 食欲魔人シェフ・ファイアット：置鮎龍太郎
- リバウンダー大王：大塚明夫

### 歌
オープニングテーマ
「戦え!恋のミラクルダイエッター!」
作詞：沙藤いつき、作曲･編曲：景家淳、歌手：鈴木麗子
エンディングテーマ
「恋はミラクルエトセトラ」
作詞：沙藤いつき、作曲･編曲：景家淳、歌手：鈴木麗子

## 書誌情報
高口里純原作、高口組作画『ミラクルダイエッターMIYUKI』〈ジャイブ〉全2巻
1. 2005年7月発売、ISBN 4-86176-170-0
2. 2005年7月発売、ISBN 4-86176-171-9